# Hidrazina
A hidrazina é um composto químico cuja fórmula química é N2H4 e é usado, entre outras aplicações, como propelente para satélites artificiais.

A hidrazina é um líquido com propriedades similares a amônia. A disposição espacial de seus dois átomos de hidrogênio faz com que a substância seja muito mais reativa que a amônia. Pode oxidar a amônia com hipoclorito de sódio.
Também são chamados de hidrazinas os seus derivados, compostos orgânicos que apresentam o grupo funcional
```
R - N - N - R
    |   |
    R   R
```

Exemplos destes derivados são a 1,1-dimetil-hidrazina e a 1,2-dimetil-hidrazina, nas quais os dois átomos de hidrogênio são substituídos pelo grupo metil. Em geral, são compostos com alto ponto de fusão e ebulição, baixa densidade e solubilidade na água.

## Nomenclatura
Indica-se o nome do radical ligado ao N ou ao N´, com indicação de qual dos nitrogênios ele está seguido do sufixo hidrazina. Exemplos:
- Metil-hidrazina: NH2 - NH - CH3 Neste caso ocorre apenas um radical ligado à função principal não sendo necessária a indicação: N.
- N-etil-N´-metil-hidrazina: CH3 - NH - NH - CH2 - CH3 Sendo que neste caso há radicais em ambos os Nitrogênios. Chama-se N o nitrogênio com os radicais mais complexos, e N´o Nitrogênio com radicais mais simples.

## Formação
As hidrazinas são produto da reação entre duas aminas primárias ou secundárias.
```
R - NH    +   NH - R  →  R- N - N-R  + H
2

    |         |             |   |
    R         R             R   R
```

## Uso
A hidrazina é primariamente utilizada como um produto químico intermediário na produção de produtos químicos para a agricultura, fibra Spandex e antioxidantes.
É o combustível mono-propelente usado no controle orbital dos 56 satélites da linha HS 376.
1,1-Dimetil-hidrazina é utilizada para a fabricação de combustível que entra em combustão apenas por contato (hypergolic em inglês), bipropelente para combustível de foguetes. A hidrazina é também utilizada como removedor de oxigênio de caldeiras e de sistemas de calafetação, polimerização de catalisadores e removedores de gases. Também entra na composição de explosivos como a Astrolite, por exemplo.
A hidrazina é um produto químico altamente tóxico. Seu manuseio exige o uso de roupas especias de proteção.